# Karl Haberstock

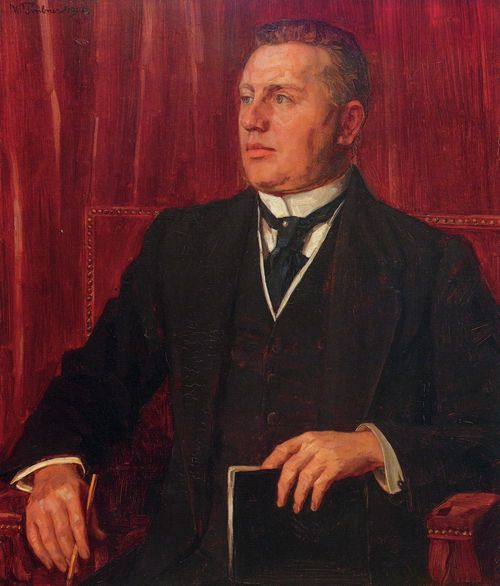
Wilhelm Trübner, Karl Haberstock, 1914.

Karl Haberstock (* 19. Juni 1878 in Augsburg; † 6. September 1956 in München) war ein deutscher Kunsthändler, der in der Zeit des Nationalsozialismus Karriere machte. Zu Beginn seiner Laufbahn handelte er mit Kunst des 19. Jahrhunderts, im Laufe der 1920er-Jahre verlegte er sich mehr und mehr auf die Alten Meister. Haberstock engagierte sich in der Kunstpolitik der Nationalsozialisten und war Mitglied in der Kommission zur Verwertung der „Entarteten Kunst“. Er hatte direkten Kontakt zu Adolf Hitler und verkaufte ihm Werke für seine Sammlung und in der Folge an den Sonderauftrag Linz, für den er im besetzten Frankreich als Einkäufer tätig war. Haberstock war zudem Hitlers erster Beauftragter für die Verteilung der beschlagnahmten jüdischen Kunstsammlungen in Wien. Nach dem Zweiten Weltkrieg wurde Haberstock in zwei Spruchkammerverfahren erst als Mitläufer, dann im Berufungsverfahren als entlastet eingestuft. Er arbeitete weiter als Kunsthändler und trat als Mäzen bei der Stadt Augsburg in Erscheinung.

## Leben

### Herkunft und Berufsbeginn
Karl Haberstock stammte aus einer Augsburger Bankiersfamilie. Nach einer Banklehre im Bankhaus Gutmann eröffnete er 1905 in Würzburg ein Porzellangeschäft mit Bilderhandel, um den Nachlass seines Vaters zu verkaufen. 1907 eröffnete er dann eine Galerie in Berlin. Die Geschäfte liefen eher schleppend an, aber Haberstock konnte sich etablieren. Er handelte in dieser Zeit vor allem mit der Kunst des 19. Jahrhunderts. So verkaufte er große Teile des Nachlasses von Carl Schuch. Weiterhin handelte er unter anderem mit Gemälden von Wilhelm Trübner, Wilhelm Leibl und Fritz von Uhde.

### Etablierung
Mitte der 1920er-Jahre verlagerte Karl Haberstock seinen Tätigkeitsschwerpunkt auf Alte Meister. Nach dem Ersten Weltkrieg und der Inflation kamen einige bedeutende Sammlungen auf den Markt wie etwa die von Ernst Seeger und James Simon. Von diesen kaufte Haberstock Teile auf und legte sein Kapital in der Zeit der Inflation in sicheren Sachwerten an. Sein Kundenstamm galt als konservativ, rechtslastig und antisemitisch. Es ist umstritten, inwiefern er diese Positionen teilte. Haberstock handelte außer mit deutschen Gemälden und Alten Meistern auch mit den französischen Realisten wie Gustave Courbet und Édouard Manet. Mit den neuen Kunstströmungen befasste er sich kaum, weil er in diesem Gebiet kein Marktpotential für sich ausmachte. Jedoch ist ein Hass auf den Impressionismus, der ihm oft vorgeworfen wurde, nicht nachweisbar.
Karl Haberstock unterhielt teils engen Kontakt zu wichtigen Persönlichkeiten des Kunstbetriebes wie Wilhelm von Bode in Berlin, Hans Posse in Dresden, Gustav Glück in Wien und Gustav Pauli in Hamburg. Er verkaufte Gemälde an so renommierte Museen wie die Nationalgalerie in Berlin oder die Staatlichen Kunstsammlungen Dresden. Zu Wilhelm von Bodes 80. Geburtstag im Jahr 1926 schenkte Haberstock ihm ein Gemälde von Esaias van de Velde.

### Zeit des Nationalsozialismus

#### Kontakt zu Hitler und Mitwirkung in der Kommission zur Verwertung der „Entarteten Kunst“
Zum 1. April 1933 trat Karl Haberstock in die NSDAP ein (Mitgliedsnummer 1.772.846). Nach eigenen Angaben wollte er so Einfluss gewinnen und damit besser gegen Vorhaben wie etwa das Auktionsgesetz vorgehen können. In der Folge wirkte er an der nationalsozialistischen Kunstpolitik mit.
Im Mai 1936 verkaufte Haberstock mit Paris Bordones Venus und Amor ein erstes Kunstwerk an Hitler, der seit 1935 den Aufbau einer Kunstsammlung plante. Dieser Kauf markierte den Beginn seiner systematischen Sammeltätigkeit. Haberstock begutachtete zudem im Führerbau in München Hitlers weitere Erwerbungen und wies diesen dabei auf drei Fälschungen hin. Hitler besuchte außerdem die Galerieräume Haberstocks persönlich. Im Zuge des ersten Verkaufs an Hitler konnte Haberstock auch Geschäfte mit anderen Nazi-Größen wie Joseph Goebbels, Hermann Göring und Albert Speer machen. Den Einfluss bei Hitler nutzte Haberstock auch, um ein Gesetz aus dem Reichsministerium für Volksaufklärung und Propaganda zu verhindern. Dieses hätte die Reichskulturkammer ermächtigt, die Preise für Bilder festzusetzen, wodurch nach Haberstocks Einschätzung der gesamte Kunsthandel bedroht gewesen wäre. Er nutzte seinen Einfluss bei Hitler zudem, um Hans Posse zu rehabilitieren. Dieser wurde in der Folge, wohl selbst für Haberstock überraschend, als Sonderbeauftragter für das Führermuseum Linz eingesetzt. Nach 1939 war Karl Haberstock der Hauptkunsthändler für den Sonderauftrag Linz. Es gab zwar weitere eng mit diesem Projekt verbundene Händler, aber er verkaufte 169 hochkarätige Werke. Haberstock nutzte seinen Einfluss bei Hitler darüber hinaus, um für die jüdische Familie der Enkelin von James Simon, mit deren Familie er in den 1920ern in geschäftlichem Kontakt stand, zu intervenieren. Darüber hinaus setzte er sich für einige weitere Verfolgte ein.
Im Mai 1938 wurde Haberstock in die von Goebbels ins Leben gerufene Verwertungskommission für die „Entartete Kunst“ berufen. Er setzte sich bei Hitler persönlich für die Galerie Fischer in Luzern ein, wo die Auktion mit beschlagnahmten Kunstwerken aus den deutschen Museen letztendlich auch am 30. Juni 1939 stattfand. Haberstock realisierte aus der Auktion keinen direkten Gewinn, seine Mitwirkung festigte jedoch seine Position im europäischen Kunsthandel. Haberstock handelte selbst nicht mit Moderner Kunst und verwies etwa bei einer Anfrage bezüglich der Preise, die für Werke von Emil Nolde möglich wären, an Ferdinand Möller weiter. Auf sein Fachwissen geht aber zum Beispiel die Initiative für das Gesetz über Einziehung von Erzeugnissen entarteter Kunst zurück, als gesetzliche Grundlage für die Beschlagnahmung und Verwertung von Kunstobjekten. In der Sitzung der Verwertungskommission vom 20. Februar 1939 äußerte Haberstock Bedenken gegen die Verbrennung von „entarteten“ Kunstwerken und bat am selben Tag zusammen mit Robert Scholz um die Entbindung von diesem Auftrag. Gemeinsam mit Scholz schlug er erfolglos vor, die Werke in Museumsdepots einzulagern, um später ihren Wert erneut und genauer zu prüfen; bei der letzten Sichtung der beschlagnahmten Werke fehlte Haberstock deshalb. Gemeinsam mit Rolf Hetsch gelang es Haberstock dann doch, durch Verkauf an Privatleute und ins Ausland eine große Anzahl von Werken, wie zum Beispiel Die roten Pferde von Franz Marc, vor der Verbrennung zu bewahren. Zudem gelang ihm, gemeinsam mit den weiteren Kommissionsmitgliedern, die Rückgabe einiger Objekte, darunter Werke Franz Marcs sowie frühe Werke von Lovis Corinth und Paula Modersohn-Becker, an die Museen, womit sie gegen Hitlers ausdrücklichen Wunsch handelten. Insgesamt wurden so 88 Gemälde, 41 Plastiken und 47 Graphiken gerettet, woran Haberstock großen Anteil hatte. Im Fall der Bayerischen Staatsgemäldesammlungen in München setzte sich Haberstock sogar über andere Kommissionsmitglieder hinweg.

#### Anschluss Österreichs und Zweiter Weltkrieg
Nach dem Anschluss Österreichs wurde Haberstock von Hitler beauftragt, die Sichtung der in Wien beschlagnahmten jüdischen Kunstsammlungen durchzuführen und Vorschläge zu deren Verteilung auf Museen des Deutschen Reiches, insbesondere der „Ostmark“, zu machen. Mit seiner „Verfügung über die in der Ostmark beschlagnahmten Kunstwerke“ vom 6. Juni 1939 geriet er nicht nur in Konflikt mit den Wiener Machthabern, sondern auch mit Hitlers Museumsprogramm. Hitler übertrug die Verteilung der beschlagnahmten Kunstbestände daraufhin seinem Sonderbeauftragten für das Führermuseum, dem Direktor der Dresdner Gemäldegalerie Hans Posse.
Nach dem Ausbruch des Zweiten Weltkrieges agierte Karl Haberstock in den von den Nationalsozialisten besetzten Gebieten. Für die Arbeit im besetzten Frankreich benötigte er einige Dokumente wie ein Schreiben des Adjutanten der Wehrmacht, einen von Göring unterzeichneten Brief und ein Schreiben des Oberkommandierenden der Kunstschutz-Division der Streitkräfte in Frankreich. Damit waren seine Lieferungen und Reisen abgesichert. Haberstocks erster Besuch in Paris fand gemeinsam mit Posse im Oktober 1940 statt. Er wirkte dort unter anderem an der Arisierung der Galerie Wildenstein mit, die in den Besitz von Roger Dequoy überging. Im Zuge dieses Vorgangs traf Haberstock Georges Wildenstein im unbesetzten Teil Frankreichs. Dieses Zusammentreffen verlief wahrscheinlich wenig freundschaftlich, aber auch Wildenstein war an einer für ihn vorteilhaften Abmachung interessiert. Dequoy ging mit Haberstock ein Geschäftsverhältnis ein und war dabei der aktivste französische Händler. Karl Haberstock unterhielt Kontakt zu insgesamt rund 75 Händlern und Agenten, die für ihn interessante Kunstwerke aufspürten und beschafften. So suchten Dequoy und sein Geschäftspartner Georges Destem für Haberstock nach der von der Vichy-Regierung versteckten Sammlung Schloss. Bei dieser Suche nach versteckten Sammlungen traten Haberstock und seine Geschäftspartner in Konkurrenz zum Einsatzstab Reichsleiter Rosenberg. Des Weiteren trat er im unbesetzten Teil Frankreichs auch mit Flüchtlingen in Kontakt. So erwarb er von seinem ehemaligen Berliner Kollegen Arthur Goldschmidt zwei Kunstwerke. Nach dem Tod Posses im Dezember 1942 sank der Erfolg Haberstocks deutlich, da dessen Nachfolger Hermann Voss und er bereits seit Anfang der 1920er-Jahre miteinander in Konflikt standen. In der Amtszeit von Voss gab es nur noch neun Verkäufe an die Reichskanzlei. Infolge dieses Konflikts trat Haberstock im Dezember 1943 zudem aus der NSDAP aus, womit er bei den Machthabern in Ungnade fiel. Insgesamt tätigte Karl Haberstock 188 Verkäufe an die Reichskanzlei für das geplante Museum in Linz, Hitler und andere Stellen. Hinzu kamen 74 Schenkungen an wichtige Persönlichkeiten und Institutionen.

### Nachkriegszeit
Gegen Ende des Zweiten Weltkrieges flüchtete Haberstock mit seiner Frau in das Schloss von Gerhard Freiherr von Pöllnitz in Aschbach, wo er von den Amerikanern festgenommen wurde. Auch Hildebrand Gurlitt war hierher geflüchtet. Haberstock wurde nach Bad Aussee gebracht, wo er vom 20. August bis zum 17. September 1945 verhört wurde. Im Zuge der Entnazifizierung kam es gegen Karl Haberstock zu zwei Verfahren. Das erste Spruchkammerverfahren in Ansbach stufte Haberstock am 12. Juli 1949 als Mitläufer ein, dessen Beziehungen zu den führenden Persönlichkeiten des Nationalsozialismus rein geschäftlich gewesen wären. Im Zuge dieses Verfahrens wurde auch Eberhard Hanfstaengl befragt, der aussagte, Haberstock sei wahrscheinlich der wichtigste deutsche Kunsthändler gewesen und habe persönlich geurteilt. Er habe französische Kunst gehasst und großen Einfluss auf Hitler gehabt. Zudem schätzte Hanfstaengl Karl Haberstock als skrupellosen Menschen ein. Im Berufungsverfahren wurde Haberstock dann aber als entlastet eingestuft.
Nach dem Krieg arbeitete Haberstock weiterhin als Kunsthändler. Er und seine Ehefrau traten als Mäzene in Augsburg in Erscheinung und genossen deshalb hohes Renommee. Nach seinem Tod 1956 setzte die Witwe dieses Engagement fort. Haberstocks Sammlung ist als Karl und Magdalene Haberstock-Stiftung im Schaezlerpalais in Augsburg der Öffentlichkeit zugänglich.

## Rezeption
Karl Haberstock wurde und wird vor allem aufgrund seiner Rolle während der Zeit des Nationalsozialismus und seiner Nachwirkung in Augsburg nach dem Zweiten Weltkrieg kontrovers rezipiert. Vor allem in Darstellungen aus den 1990er-Jahren wird ein stark negatives Bild von Haberstock gezeichnet. Lynn H. Nicholas beschrieb Karl Haberstock in ihrem einflussreichen Buch Der Raub der Europa – Das Schicksal europäischer Kunstwerke im Dritten Reich als gierigen und mit krimineller Energie arbeitenden Kunsthändler im besetzten Frankreich, und auch der Historiker Jonathan Petropoulos charakterisierte ihn in dieser Weise und als führende Persönlichkeit, die die nationalsozialistische Kunst- und Kulturpolitik beeinflusste. Petropoulos kritisierte zudem, dass ihm selbst der Zugang zum Haberstock-Archiv in Augsburg verwehrt worden war. In den 2000er-Jahren wurde der Historiker Horst Keßler mit der Sichtung der Archivbestände beauftragt, der seine Ergebnisse unter anderem in der Monographie Karl Haberstock – Umstrittener Kunsthändler und Mäzen publizierte.
Zahlreiche von Haberstock in der Zeit des Nationalsozialismus an Museen vermittelte Werke stehen in der Datenbank „Lost Art“ der Koordinierungsstelle für Kulturgutverluste, da bei ihnen verfolgungsbedingter Entzug nicht ausgeschlossen bzw. eindeutig festgestellt werden konnte. Aus der Sammlung der Karl und Magdalene Haberstock-Stiftung stehen acht Kunstwerke in der Datenbank.
Nach Karl Haberstock ist 1958 eine Straße in Augsburg benannt worden die 2019 eine Zusatztafel zur Kontextualisierung erhalten sollte.